# Cultura do Irão

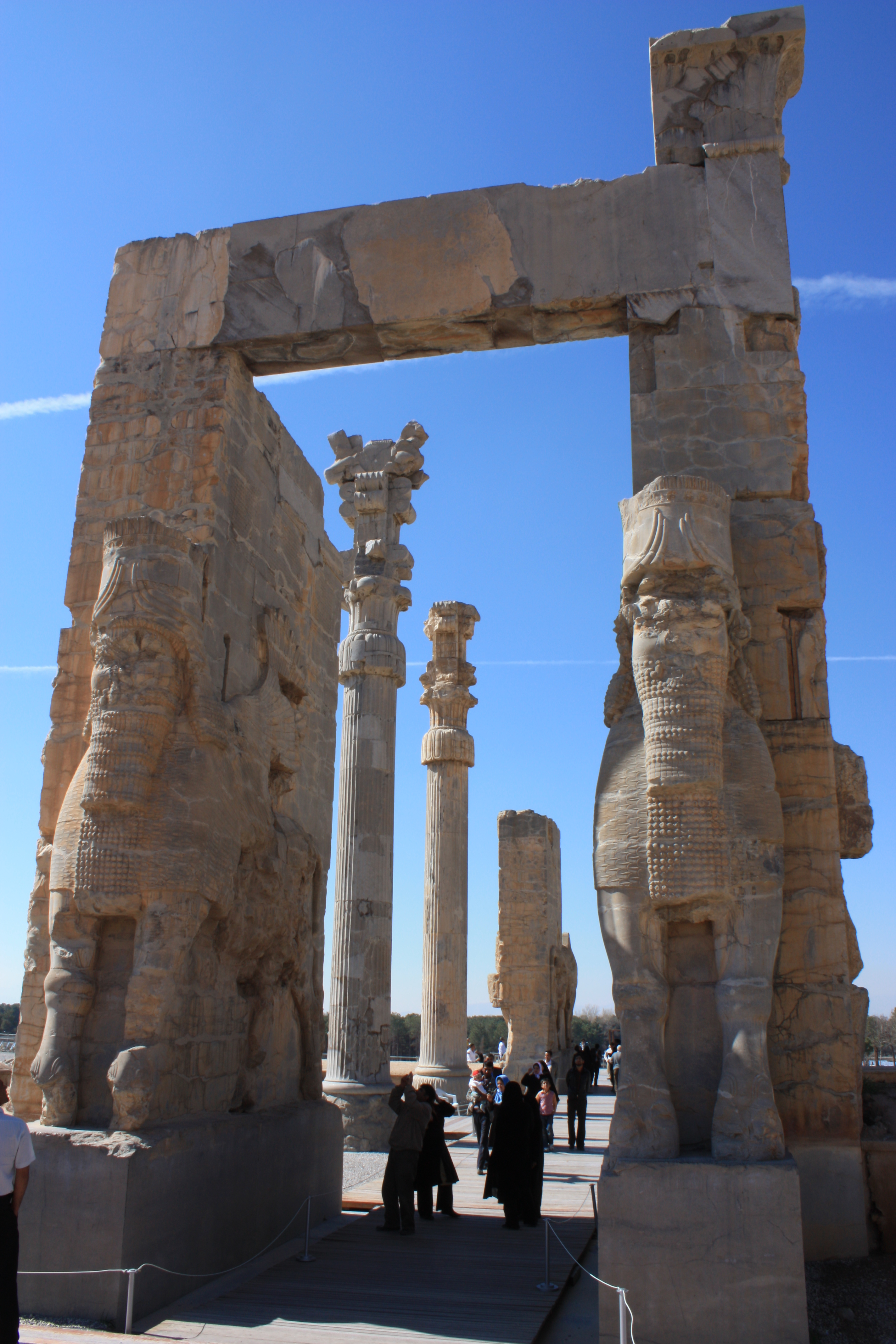
O "Portão de Todas as Nações",na cidade milenar de Persépolis.

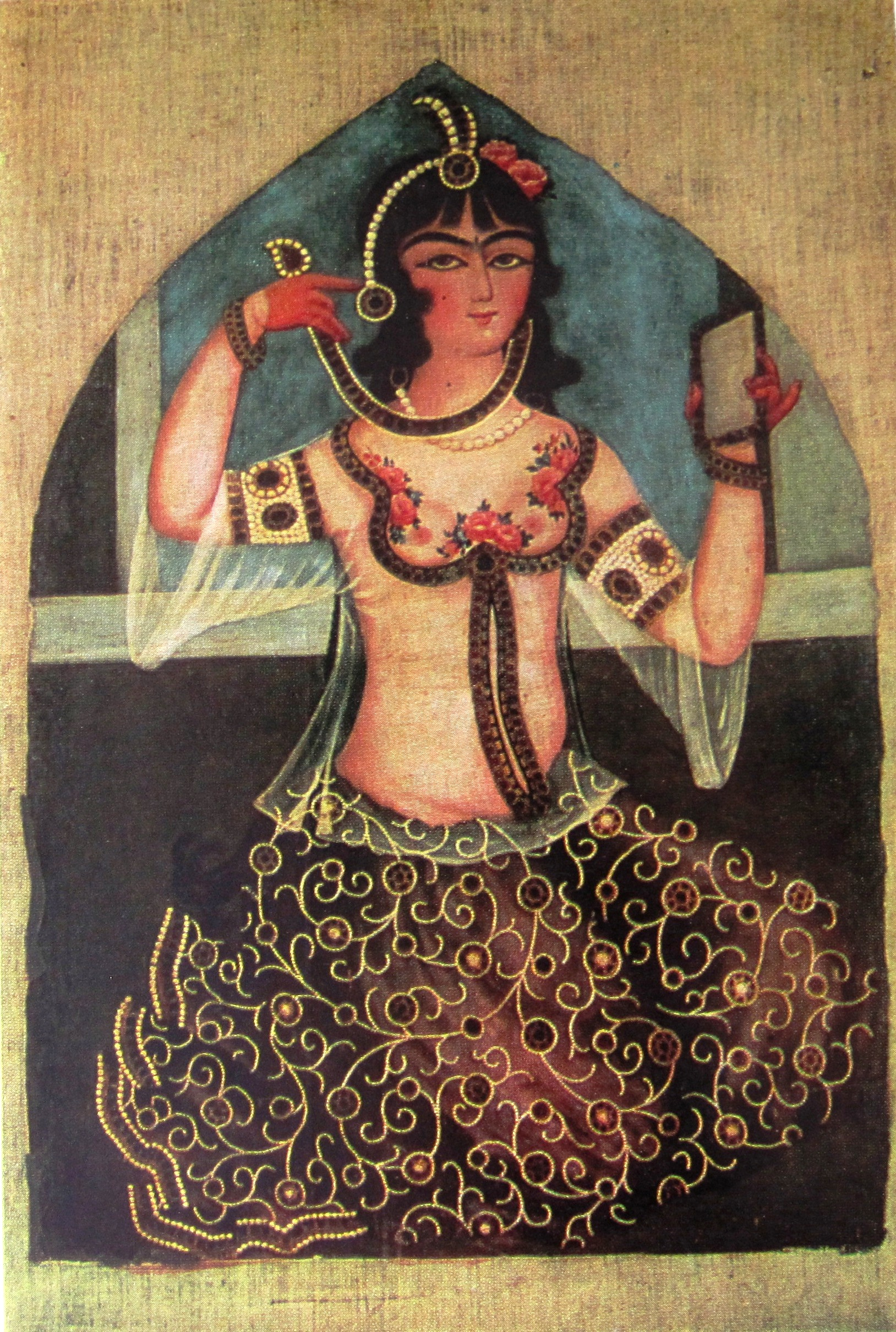
"Menina com espelho" pintura a óleo de fins do século XVIII, princípios do século XIX, de autor desconhecido

A cultura do Irão (português europeu) ou Irã (português brasileiro) (em persa: فرهنگ ایران), também conhecida como cultura da Pérsia, é uma das culturas mais influentes do mundo. O Irão é considerado um dos berços da civilização, e devido à sua posição e cultura geopolítica dominante no mundo, o Irão influenciou fortemente culturas e povos tão distantes quanto a Itália, Macedônia e Grécia a oeste, Rússia e Europa Oriental ao norte, Península Arábica ao sul e o subcontinente indiano e leste da Ásia ao leste. A rica história do Irão teve um impacto significativo no mundo através da arte, arquitetura, poesia, ciência e tecnologia, medicina, filosofia e engenharia.
Uma elasticidade cultural eclética é considerada uma das principais características definidoras da identidade iraniana e uma pista para sua longevidade histórica. A primeira frase do proeminente livro do iranologista Richard Nelson Frye sobre o Irã diz:
"A glória do Irão sempre foi sua cultura." 
Além disso, a cultura do Irã se manifestou em várias facetas ao longo da história do Irão, bem como no sul do Cáucaso, na Ásia Central, na Anatólia e na Mesopotâmia.

## Literatura
A literatura persa desenvolveu-se a partir do século IX, nas cortes das dinastias locais que resultaram da decadência do califado abássida. A poesia tem sido a forma dominante desta literatura. Considera-se como primeiro grande poeta persa Rudaki (859-941), figura que esteve ao serviço da corte dos Samânidas. Rudaki foi seguido por nomes como Ferdusi (940-1020), autor do épico Épica dos Reis e Omar Caiam, astrónomo e matemático que foi autor da colectânea de poesia Rubaiyat. Antes da sua entrada em decadência a partir do século XV, a literatura persa ficou marcada pela obra de poetas místicos como Rumi, Saadi e Hafiz.

## Cinema
O cinema chegou ao Irão em 1900, cinco anos depois do seu nascimento. Neste ano, Mirza Ebrahim Khan Akkas Bashi, fotógrafo oficial da corte do xá Mozzafar al-Din, considerado como o primeiro realizador iraniano, acompanhou uma visita do xá à Europa. Em Paris, Akkas Bashi comprou uma câmara que utilizou para filmar a visita do seu soberano à Bélgica. A primeira sala de cinema no Irão surgiu 1905 em Teerão.
Os filmes iranianos tem participado (e em alguns caso sido galardoados) em prestigiados festivais de cinema internacional, como o Festival de Cannes, a Mostra de Veneza ou o Festival de Berlim.

## Património Mundial da Humanidade
O Irão possui oito sítios classificados pela UNESCO como Património Mundial:
- Meidan Emam - praça de Abbas I em Isfahan;
- Persépolis - antiga capital persa, fundada por Dário I em 518 a.C.;
- Tchogha Zanbil - capital religiosa do reino elamita fundada em 1 250 a.C. e que é hoje um sítio arqueólogico;
- Bam e a sua paisagem cultural - cidade do período aqueménida fundada entre o século VI e o IV a.C.. Os seus monumentos foram danificados devido ao terramoto de 2003;
- Pasárgada - capital do império aqueménida
- Takht-e Soleyman - sítio arqueológico onde se encontram ruínas arqueológicas, como um templo sassânida dedicado à deusa Anaíta;
- Soltaniyeh;
- Inscrição de Beistum

## Culinária

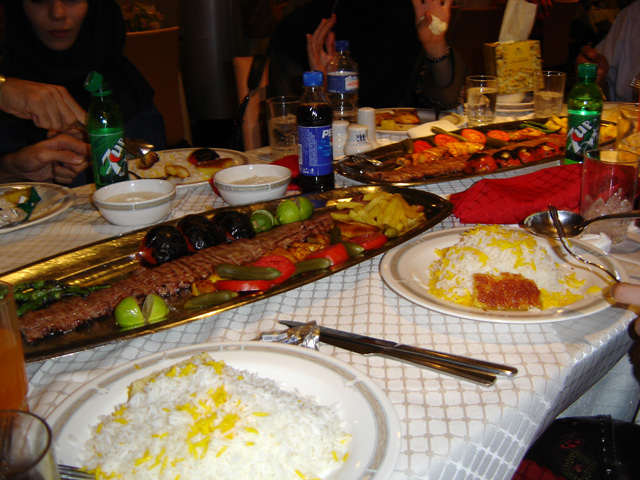
Elementos de um prato típico, o Chelo Kabab

Quase todas as refeições iranianas incluem o pão (nun) ou o arroz (berenj). Existem basicamente quatro variedades de pão: lavash, pão consumido ao pequeno-almoço, achatado e fino; barbari, um pão fofo e salgado, feito com farinha branca e por vezes coberto por sementes de sésamo (gergelim); sangak, pão comprido cozido sobre pedras (sangak significa pedra em língua persa) e o taftun, pão fino em forma oval.
O arroz simples cozido é chamado de chelo; quando cozinhado com outros ingredientes, como frutos secos ou carnes é chamado pollo. O açafrão é muito utilizado para dar cor e sabor ao arroz. O arroz é acompanhado por carnes, sendo as mais consumidas a de ovelha e carneiro; o porco não é consumido devido à religião islâmica.
Os iranianos preferem o chá ao café. Acompanhando o serviço de chá encontram-se cubos de açúcar (ghand); o costume iraniano manda pegar num cubo, passá-lo pela chávena de chá e depois colocá-lo na boca, junto aos dentes da frente para que se dissolva à medida que o chá vai sendo bebido. O café no Irão é consumido forte, sem leite e com bastante açúcar.

## Mídia
A legislação iraniana estabelece que a televisão e a rádio devem ser operadas pelo Estado e devem estar de acordo com os valores islâmicos. O organismo responsável pelas estações de televisão e de rádio é o Islamic Republic of Iran Broadcasting (IRBI). O IRBI opera várias estações de televisão em língua persa e nas línguas regionais, sendo a mais vista o Canal 3, dedicado aos jovens. O Irão procura também captar audiências nos países árabes do Médio Oriente através dos canais Al-Alam e Al-Kawthar. Apesar do governo ter declarado ilegal o uso de antenas parabólicas em 1995, estas são toleradas e gozam de uma ampla popularidade entre a população. Alguns dos canais captados via satélite são operados por dissidentes do regime que vivem no estrangeiro e que utilizam os canais para a crítica governamental.
A maior parte jornais estão sediados em Teerão. Os jornais mais populares são o Kayhan e o Ettelaat, para além dos jornais desportivos.
Os provedores de Internet no Irão utilizam filtros que bloqueiam páginas cujo conteúdo seja pornográfico, considerado anti-islâmico ou crítico do regime. Estima-se que cerca de 7 milhões de iranianos possuam acesso à internet.

## Desporto

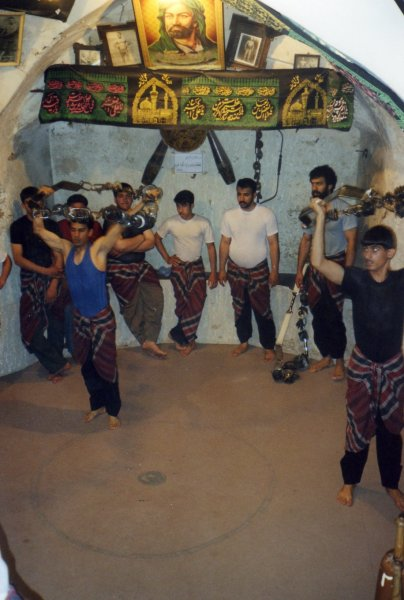
Homens iranianos praticando o Varzesh-e Pahlavani

O desporto tradicional do Irão é o Varzesh-e Pahlavani (o que significa "desporto dos heróis" ou "desporto dos campeões"), uma arte marcial que remonta provavelmente à época da dinastia dos Partos. Mistura elementos do culturismo e da luta olímpica e é praticado num edifício conhecido como o zoorkhaneh. Os exercícios são conduzidos pelo morshed, homem que canta versos de poesia. Trata-se de um desporto que atribui grande importância a valores como a bravura e a caridade.
Os atletas iranianos participaram pela primeira vez nos Jogos Olímpicos em 1948. O país ganhou a sua primeira medalha olímpica nos Jogos Olímpicos de Verão de 1952, em Helsínquia, com Gholamreza Takhti, vencedor da medalha de prata na luta. Este atleta venceu ainda uma medalha de ouro em 1956 e de prata em 1960. Em 1956 o país fez a sua estreia nos Jogos Olímpicos de Inverno. Hossein Reza Zadeh é actualmente o detentor dos recordes mundiais do levantamento de peso olímpico, na categoria acima de 105 kg, tendo sido o primeiro iraniano a ganhar duas medalhas de ouro nos Jogos Olímpicos.
Após a Revolução Islâmica de 1979, o desporto foi negligenciado, tendo as mulheres sido proibidas de participar como atletas em eventos desportivos. A situação agravou-se com a guerra com o Iraque dos anos 80. Contudo, desde a década de 90 o desporto tem sido valorizado, tendo as mulheres voltado a participar.
O futebol é hoje o desporto mais popular entre os iranianos. A equipa de futebol nacional ("Melli") consagrou-se como vencedora na Copa da Ásia de 1968, 1974 e 1976. O Irão fez a sua estreia na Copa do Mundo em 1978.

## Calendário e festas tradicionais iranianas
O Calendário de Hejri-Sjamsi é o calendário iraniano, elaborado por Omar Khayyam. As festas tradicionais iranianas se distribuem ao longo de todo o ano.
- Noruz, ano novo iraniano, ocorre no equinócio de primavera (geralmente no dia 21 de março)
- Sizdah bedar, festa do 13° dia do ano (geralmente, 2 de abril)
- Jashn-e Tirgan, festa da água
- Jashn-e Sadeh, festa do fogo
- Jashn-e Mehregan, festa do outono
- Shab-e Yalda, festa do inverno
- Chaharshanbeh suri, festa da última quarta-feira do ano